# Dalhalvaig
Dalhalvaig (Schots-Gaelisch: Dail Healabhaig) is een dorp ten noorden van Croick, Trantlemore en Trantlebeg en ten zuiden van Melvich in de Schotse lieutenancy Sutherland in het raadsgebied Highland.